# スダレカワハギ
スダレカワハギ (簾皮剥、学名：Acreichthys radiatus)は、フグ目カワハギ科に属する海水魚。
英名の「radial filefish」も、種小名の「radiatus」も、「放射状の」という意味で、本種の目から放射状に広がる模様に由来する。

## 形態
体長は最大7cmだが、基本は2〜5cm。体色は薄い茶色やオレンジ、緑がかった色など変異が多い。体側面の前半分では目から放射状に細く白い縞が広がり、後半分には細い白色の横縞が入る。背鰭の棘条は2本、軟条は合計26〜29本。臀鰭の軟条は合計25〜27本。胸鰭や臀鰭は白く、尾鰭は白い横縞が入る。背鰭の棘条や頭部背側に多数の皮弁をもつ。性成熟したオスは尾柄にも皮弁をもつ。

## 生態
西太平洋に分布し、日本でも琉球列島で見られる。水深の浅いサンゴ礁に生息し、サンゴのポリプを捕食する。体色を変化させ、ウミアザミなどのサンゴに擬態する。

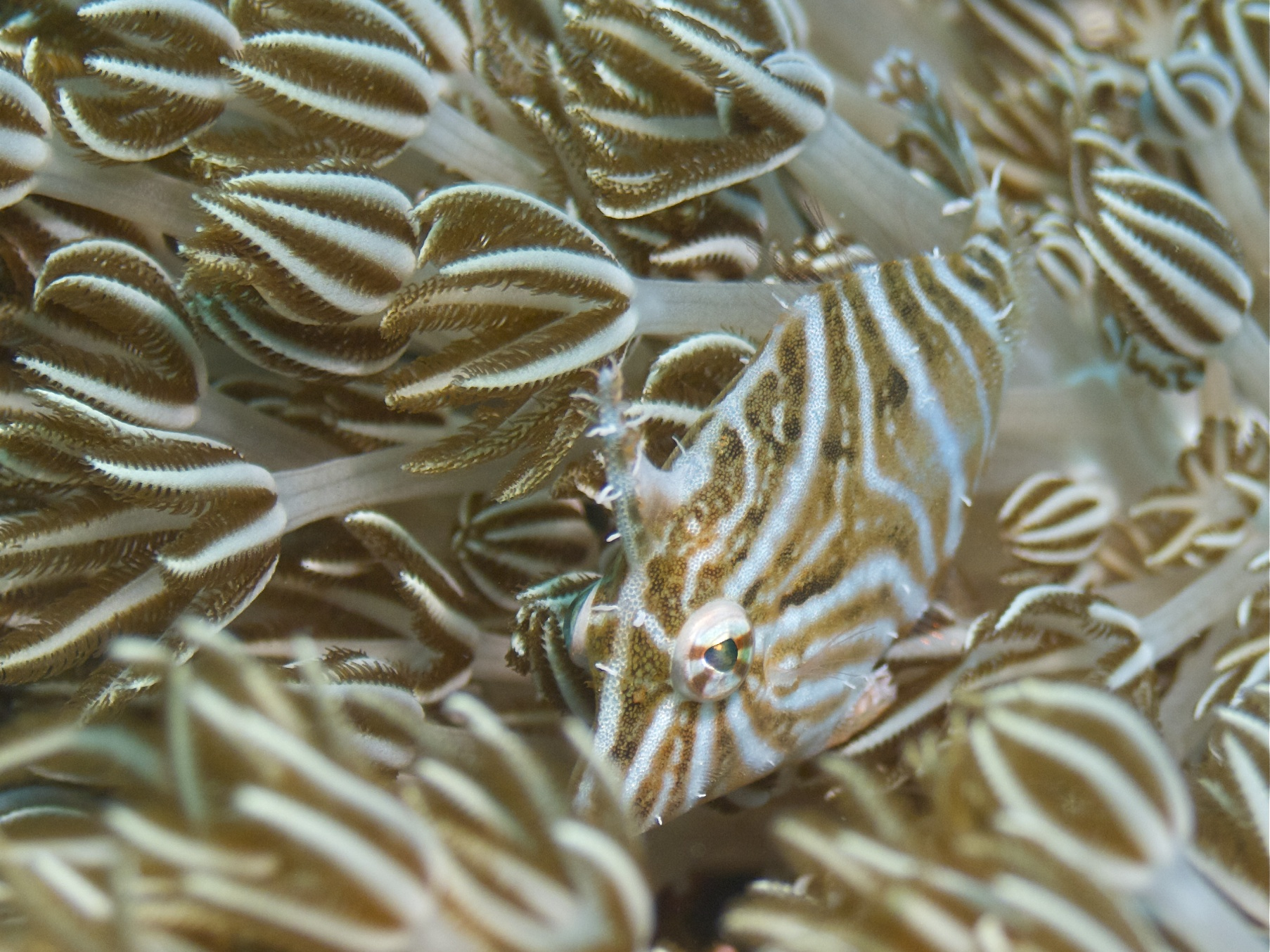
ウミアザミに擬態する本種

## 人間との関係
観賞魚として飼育される。